# Kliczkowy
Kliczkowy (dodatkowa nazwa w j. kaszub. Klëczkòwë; niem. Klitzkau) – wieś w Polsce, położona w województwie pomorskim, w powiecie kościerskim, w gminie Karsin, na obrzeżach Wdzydzkiego Parku Krajobrazowego. Wieś jest częścią składową sołectwa Górki. 
| SIMC    | Nazwa  | Rodzaj    |
| ------- | ------ | --------- |
| 0162530 | Malary | część wsi |

W latach 1975–1998 miejscowość należała administracyjnie do województwa gdańskiego.